# さかいちよみ。
さかい ちよみ。（本名：坂井 ちよみ、1971年（昭和46年）11月13日 - ）は、福井県を拠点に活動するフリーアナウンサー・司会者で、個人事務所“CROSS-SEASON”（クロスシーズン）代表。
ニックネーム：ちよびん
身長162cm。血液型はA型。

## 経歴
福井市出身。NHK福井放送局の契約キャスターを4年経験した後フリーに転じ、基幹放送局のみならずケーブルテレビ局、コミュニティFM局、イベントFM局など福井県内のほとんどの放送局への出演歴を持つ。NHKでキャスターを務めた後、福井放送と福井テレビ両局に出演することを実現させたパーソナリティである。
福井県内各地のイベントや式典などの司会を務める他、自身で、ブライダルバスツアーも企画している。
愛称の〝ちよびん〟について、中には〝ちよピン〟や〝ちよみん〟と呼ぶ人もいる。
名前に〝。〟が付いているのは、画数を1つ増やしたかったから。

## 出演番組

### 現在
- まちかど県政（福井県広報番組、不定期）
- 太鼓持あらいの好色浮世咄（FBCラジオ　土曜 20:45〜21:00　午後ワイドから独立、2021年4月3日スタート）

### 主な過去の出演番組
福井放送
- 午後はとことん よろず屋ラジオ（月曜日：2014年3月31日 - 2021年3月22日）
- 午後はとことん よろず屋ラジオ（木曜日：with 桑原貞己　2013年4月4日 - 2014年3月27日）
- 午後はとことん よろず屋ラジオ（月曜日：with 鼻毛の森（橋詰晋也）　2012年10月1日 - 2013年3月25日）
- 午後はとことん よろず屋ラジオ（月曜日：2010年4月5日 - 2012年9月24日）
- 午後はとことんワイド「ちよびんの火曜はごきげん二重まる。」（2007年10月2日 - 2010年3月30日）
- FBCラジオ土曜スペシャル（不定期）
- 歳末ラジオ2008〜ゆくゆくスペシャル〜（1部【普段げんき一番を放送している枠】、2008年12月29日）

福井テレビ
- ほっと福井（福井県広報番組）

FM福井
- ニュース、ラジオショッピング
- Me＆You fine（情報番組）
- パチンコ探検隊
- White Paradaise FM

Radioあいらんど
- 夕なまラジオ
- HAPPY‐GO‐LUCKY☆
- Smile makers
- 「宝島王国の今夜はBINBINビンゴ」シリーズ

その他
- 金沢競馬「クレヨンルージュエキスプレス」パーソナリティ（エフエム石川）
- 「内難ピーチFM」パーソナリティ（ラジオかなざわ）

その他多数

## 著書
「ことばの温度　〜ちょっとプラスすれば人生が変わる〜」2017年10月18日発売